# Tesa (azienda)

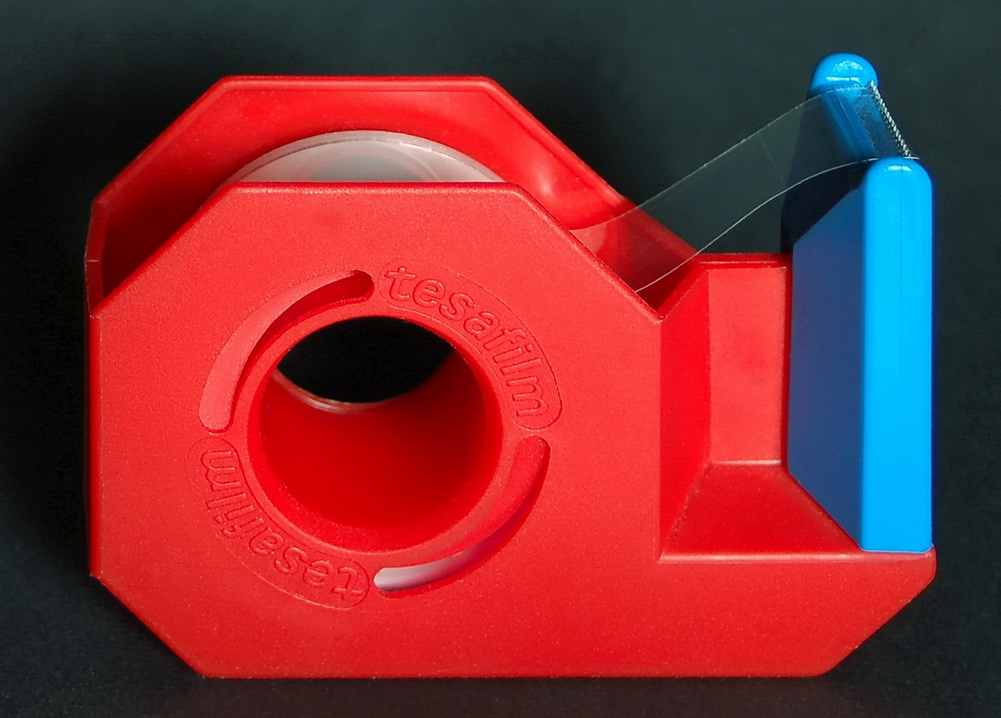
Portanastro adesivo Tesa

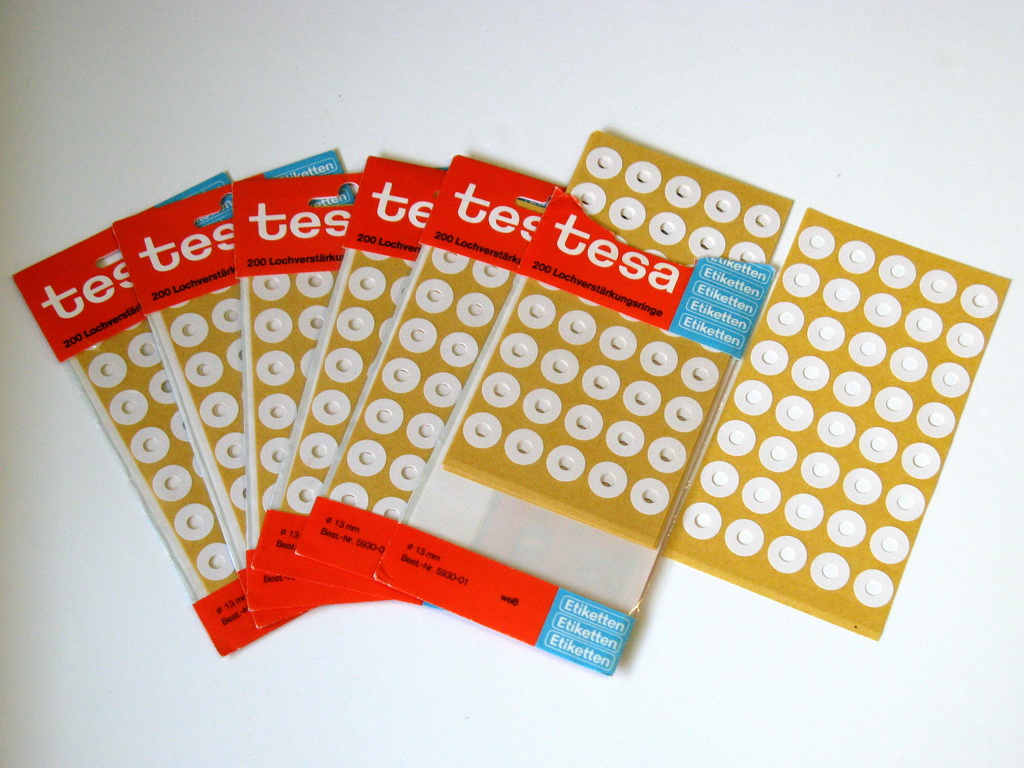
Bollini per fogli forati Tesa

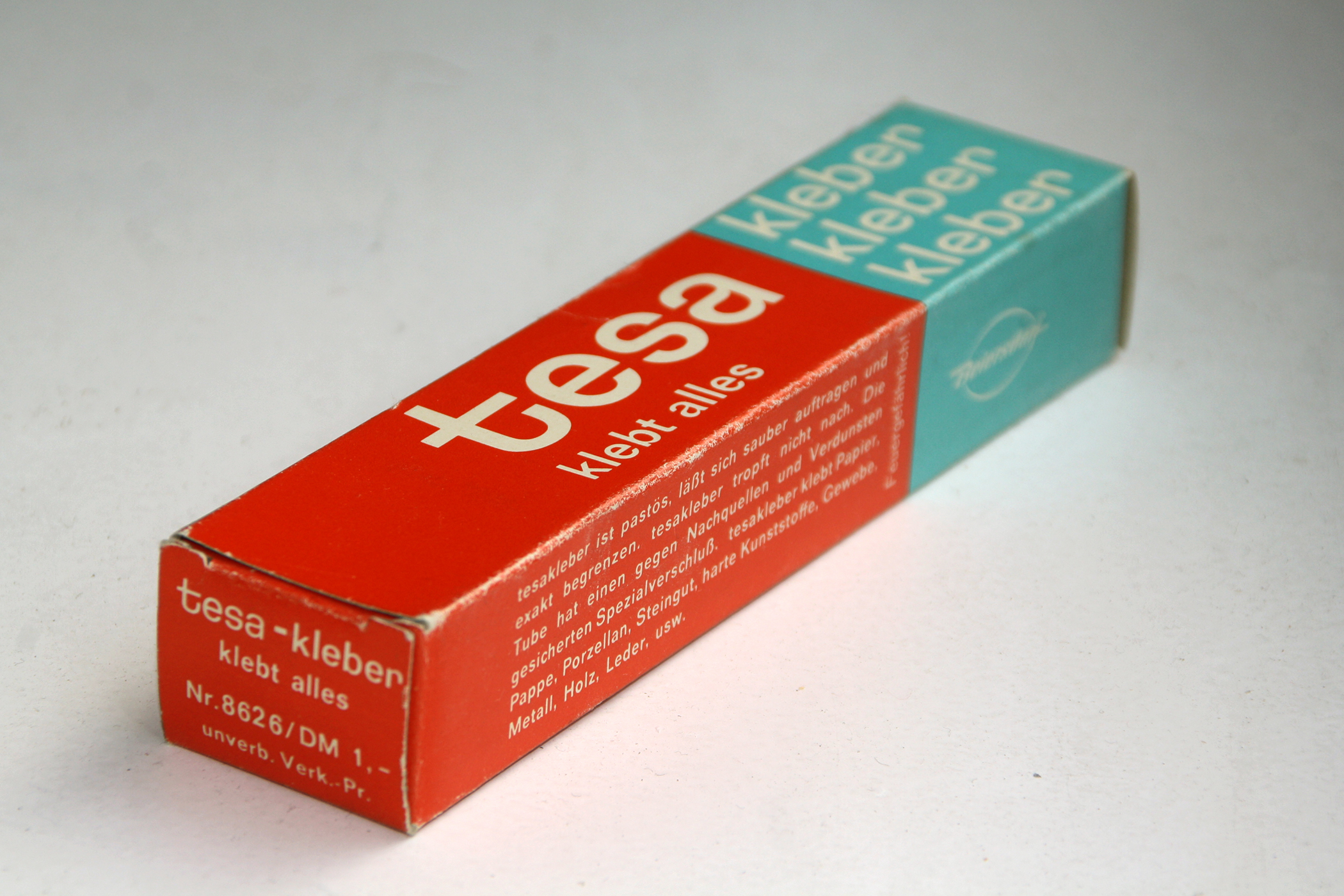
Confezione di tubetto di colla Tesa (Anni 1970)

Tesa è un marchio (scritto tesa; anche Tesafilm) e anche il nome della società controllata Tesa SE  dalla Beiersdorf AG. Sotto il nome Tesa vengono prodotti nastri adesivi Tesa-Gruppe di ogni tipo per uso domestico e industriale. Tesa ha sede in Germania dove è una marca molto nota (International Research 2004: 98%).
La parola Tesafilm ha in Germania il significato per antonomasia del nastro adesivo trasparente ed è presente nel vocabolario Duden. In Austria il nome equivalente è Tixo. I diritti sul nome sono in entrambi i casi della Beiersdorf AG.

## Storia
Il nome „Tesa“ è un termine creato nel 1906 da Elsa Tesmer, che fino alle le proprie nozze del 1908 (con Karlau) lavorò per la fureria Beiersdorf. In una memoria del 1960 scrisse: „Wissen Sie, wie der Name tesa entstanden ist? Damals hatten wir in der Schreibstube den Auftrag, Namen zu bilden.“ Elsa Tesmer creò la parola dalle due sillabe iniziale e finale di cognome e nome: Te- e -sa.
L'azienda iniziò come produttore di tubetti di dentifricio, Il nuovo nome fu utilizzato dalla Beiersdorf per lo sviluppo e il brevetto del tubetto Pebeco. Il tubetto di dentifricio non ebbe molto successo e il nome venne dato ad un nuovo prodotto nel 1926. L'azienda diede il nome a un Ripieno per würstel ma anche in questo caso il prodotto non ebbe gran successo.
Nel 1935 la Beiersdorf AG sviluppa un nastro adesivo trasparente, commercializzato come Beiersdorf-Kautschuk-Klebefilm. Il dipendente Beiersdorf Hugo Kirchberg diede l'idea di chiamare il nuovo prodotto „TESA“. In una memoria del 1936 Kirchberg parla per la prima volta di „tesa-Klebefilm“. Oltre a questa idea del nome il commerciante ebbe altre proposte. Così sviluppò il portanastro da tavolo, che aiutava l'utilizzatore sui banchi di lavoro. Con pubblicità che richiamavano il nome Tesa, il prodotto ebbe notevole successo.
L'utilizzo del nome Tesa come famiglia di prodotti per i nastri adesivi iniziò nel 1941. Ai nostri giorni ci sono 6.500 prodotti a marchio Tesa. Nel 2001 l'azienda Tesa SE diventa autonoma come Aktiengesellschaft, Tesa AG di Beiersdorf AG.
La fabbrica di Amburgo produce i prodotti per il settore automotive e elettrico. Il Tesafilm e altri prodotti per uso domestico sono realizzati alla Tesa-Werk di Offenburg.
In Austria vi è la Kores che a marchio TIXO, produce i nastri adesivi per Tesa.
Dal 30 marzo 2009 la società diventa Tesa SE  Europäische Gesellschaft.
Nel 2011 entra nel settore medico con i prodotti adesivi.

## Dati economici
La Tesa SE è una consociata collegata al 100% alla Beiersdorf AG e direttamente o indirettamente controllante le 53 filiali Tesa. La società è attiva in più di 100 paesi. Nel 1993 la società versò in crisi. L'indice di innovazione, fu negli ultimi 5 anni pari a solo il 9,5%. Dopo la ristrutturazione e la rifondazione, al 2006 tale indice salì al 47%.
Il fatturato 2006 805 Mio. Euro (2007: 856 Mio. Euro; 2008: 860 Mio. Euro; 2009: 747 Mio. Euro; 2010: 882 Mio. Euro; 2011: 947 Mio. Euro; 2012: 1.000 Mio. Euro; 2013: 1.039 Mio. Euro; 2014: 1.076 Mio. Euro). Presidenza Thomas Schlegel (Vorstandsvorsitzender), Jan Christoph Teetz (Finanzvorstand) e Robert Gereke (Vorstand Industriegeschäft).

## Tesa come memoria di massa

### Scoperta casuale
Il fisico Steffen Noehte e il suo diplomando Matthias Gerspach crearono nel marzo 1998 presso la Università di Mannheim, presentazione al CeBIT, un nastro adesivo Tesafilm come memoria di massa. Una prima applicazione fu fatta ai laboratori SAP da Klaus Tschira del European Media Laboratory (EML). La Tesa SE e la Forschern cooperarono per lo sviluppo. Nel dicembre 2001 fondarono la Tesa Scribos GmbH a Heidelberg, società al 25% di Forscher, e Tesa SE al 75 %. Nel 2007 Tesa SE acquisì il rimanente quoto di azioni e ne divenne proprietaria al 100%. Il sistema Tesa Holospot-System è commercializzato dal 2003. Come memoria di massa non è ancora stato utilizzato.

### Garanzia della contraffazione - ologrammi in miniatura
La tecnologia di base Tesa-Holospot-Technologie consiste in una piccola etichetta di polimero, con una superficie di solo 1 mm². Tale superficie è scrivibile per porvi immagini, loghi o testo con capacità di 1 kB. L'informazione può essere microscrittura o ologramma digitalizzati, volendo crittografato. L'informazione può essere letta con strumenti ottici d'ingrandimento o digitali. La tecnologia moderna permette la tracciabilità di un prodotto con numero seriale e la sua autenticazione.

## Generazione di raggi Röntgen
Nel 2008 alcuni ricercatori della University of California, Los Angeles, sottoposero dei rotoli di nastro adesivo trasparente sottovuoto e si generarono raggi X. I raggi sono abbastanza forti da illuminare il rotolo. Nell'uso quotidiano non vi è alcun pericolo dato che l'atmosfera toglie repentinamente qualunque forma di elettricità statica, generando livelli di raggi trascurabili.